# Алиев, Мурад Нурыевич
Мура́д Нуры́евич Али́ев (род. 25 июля 1951, Ашхабад, Туркменская ССР, СССР) — советский, российский и туркменский киноактёр, кинорежиссёр и сценарист. Заслуженный деятель искусств Туркмении, лауреат Премии Ленинского комсомола Туркменской ССР. Член общественной организации «Союз кинематографистов Российской Федерации».

## Биография
Родился 25 июля 1951 года в столице Туркменской ССР — городе Ашхабаде.
В 1977 году окончил Всесоюзный государственный институт кинематографии (ВГИК) в Москве.
С 1977 по 1990 годы работал режиссёром кинохроники на киностудии «Туркменфильм» имени Алты Карлиева в Ашхабаде. Снял более тридцати фильмов, среди которых: «Путь к Олимпу», «Махтумкули», «Пальван» — призёры Всесоюзных кинофестивалей.
С 1990 по 1992 годы — художественный руководитель Туркменского центра кино и телевидения для детей и юношества «Нусай».
В 1993—1999 годах — заместитель председателя Государственной киновидеокомпании Туркменистана, председатель Туркменского центра кино и телевидения для детей и юношества «Нусай».
С 1999 по 2000 годы — в связи с отстранением от кинематографической деятельности занимался предпринимательством.
С 2001 года живёт и работает в Москве.

## Фильмография

### Актёрские работы
- 1973 — Земля Санникова
- 1979 — Чудак
- 1984 — Талисман любви — эпизод
- 1993 — Чтобы выжить — Кочмат
- 1996 — Ермак — Алей

### Режиссёрские работы
- 1997 — Ночь жёлтого быка
- 2004 — Парни из стали
- 2006 — Офицеры
- 2007 — Платина
- 2008 — Главная улика
- 2009 — Платина 2
- 2010 — Морпехи
- 2011 — Белый песок
- 2012 — Золотой запас
- 2014 — Турецкий транзит
- 2015 — Неподсудные
- 2016 — Беглец
- 2017 — Чужой дед
- 2018 — Пустыня
- 2019 — Дельфин

### Сценарные работы
- 2015 — Неподсудные

## Награды и звания
- Премия Ленинского комсомола Туркменской ССР.
- Заслуженный деятель искусств Туркмении.
- 2009 — поощрительный диплом и ценный подарок с символикой ФСБ России на Премии ФСБ России за 2009 год — режиссёру художественного телесериала «Платина-2» (Россия, Продюсерский центр «Леан-М», телекомпания «НТВ»)[1].
- 2013 — Благодарность Президента Российской Федерации (2 сентября 2013 года) — за заслуги в области культуры и многолетнюю плодотворную работу[2].
- 2019 — Почётная грамота Президента Российской Федерации (12 августа 2019 года) — за заслуги в развитии отечественной культуры и искусства, многолетнюю плодотворную деятельность[3].
- 2022 — Медаль «За труды в культуре и искусстве» (14 сентября 2022 года) — за большой вклад в развитие отечественной культуры и искусства, многолетнюю плодотворную деятельность[4].